# Галенобісмутит

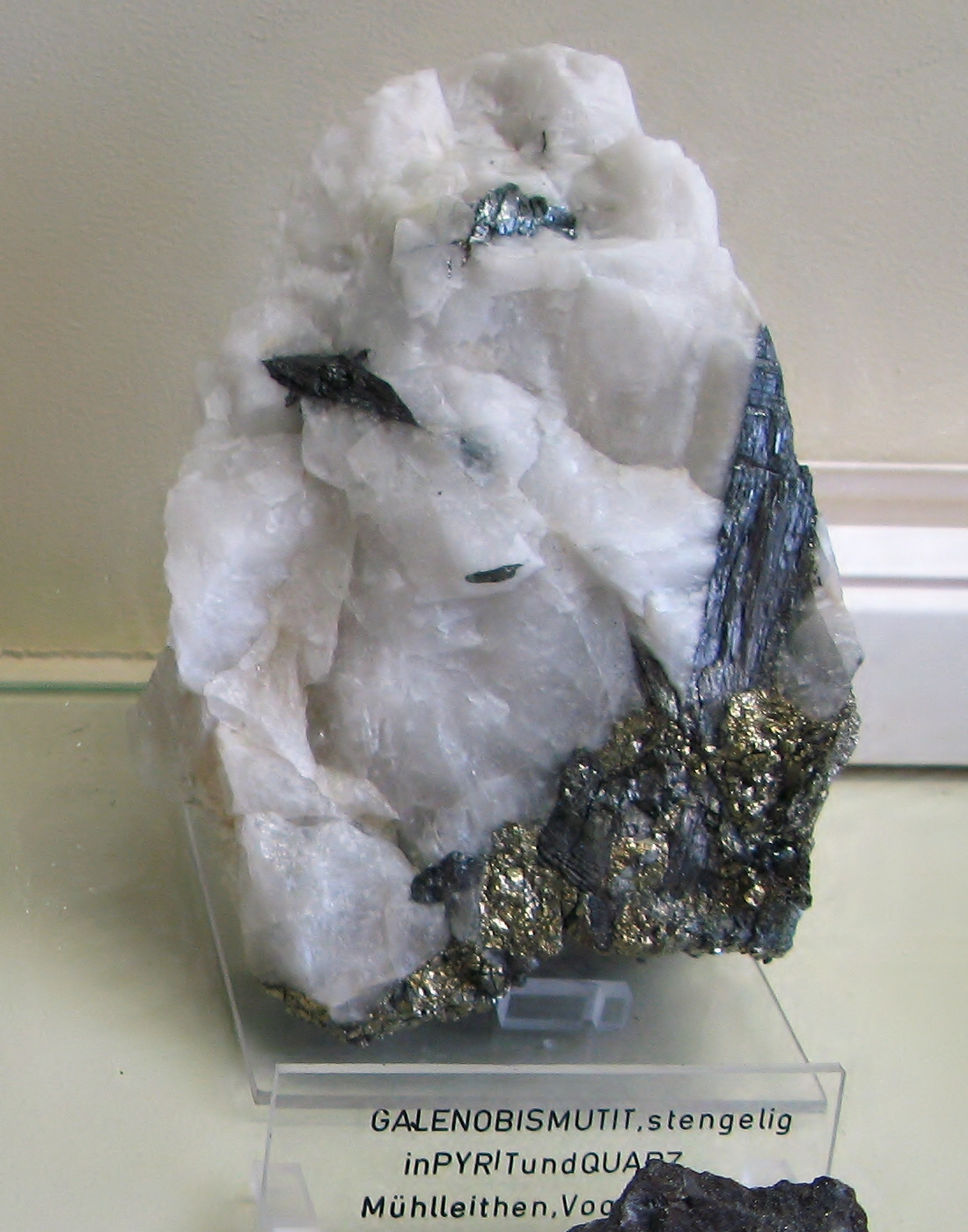
Галенобісмутит.

Галенобісмутит (рос. галеновисмутит; англ. galenobismutite; нім. Galenobismutit m) — бісмутова сульфосіль свинцю ланцюжкової будови.

## Загальний опис
Хімічна формула: PbBi2S4.
Вміст компонентів у %: Ві — 55,4; Pb — 27,5; S — 17,1. Домішки — Sb, Se, Au.
Сингонія ромбічна.
Вид ромбо-дипірамідальний.
Кристали призматичні, пластинчасті, голчасті.
Густина — 7,04 г/см³.
Твердість за шкалою Мооса — 2,5 — 3,5.
Колір олов'яно-білий до світло-сірого, іноді жовтувата або строката гра кольорів.
Риса сірувато-чорна, блискуча.
Блиск металічний, сильний.
Трохи гнучкий. Злам рівний. Непрозорий.
Відомий у деяких рудоносних скарнах і в золоторудних кварцових жилах з різними сульфідами та телуридами. Рідкісний.

## Різновиди
Різновиди:
- галенобісмутит селенистий містить 5,5—14,0 % Se.